# Taviodes africana
Taviodes africana är en fjärilsart som beskrevs av Embrik Strand 1922. Taviodes africana ingår i släktet Taviodes och familjen nattflyn. Inga underarter finns listade i Catalogue of Life.